# Glenwood (Arkansas)
Glenwood – miasto w Stanach Zjednoczonych, w stanie Arkansas, w hrabstwie Pike.